# Аркейд (Джорджія)
Аркейд (англ. Arcade) — місто (англ. city) в США, в окрузі Джексон штату Джорджія. Населення — 1884 особи (2020).

## Географія
Аркейд розташований за координатами 34°4′23″ пн. ш. 83°31′52″ зх. д. / 34.07306° пн. ш. 83.53111° зх. д. (34.073180, -83.531019).  За даними Бюро перепису населення США в 2010 році місто мало площу 22,02 км², з яких 21,82 км² — суходіл та 0,20 км² — водойми. В 2017 році площа становила 23,98 км², з яких 23,78 км² — суходіл та 0,21 км² — водойми.

## Демографія
Згідно з переписом 2010 року, у місті мешкало 1786 осіб у 609 домогосподарствах у складі 484 родин. Густота населення становила 81 особа/км².  Було 667 помешкань (30/км²).
Расовий склад населення:
| - 88,9 % — білих - 7,3 % — чорних або афроамериканців - 1,1 % — азіатів - 0,3 % — корінних американців |

До двох чи більше рас належало 1,8 %. Частка іспаномовних становила 2,4 % від усіх жителів.
За віковим діапазоном населення розподілялося таким чином: 24,8 % — особи молодші 18 років, 66,7 % — особи у віці 18—64 років, 8,5 % — особи у віці 65 років та старші. Медіана віку мешканця становила 37,6 року. На 100 осіб жіночої статі у місті припадало 100,9 чоловіків;  на 100 жінок у віці від 18 років та старших — 100,1 чоловіків також старших 18 років.
Середній дохід на одне домашнє господарство  становив 56 235 доларів США (медіана — 39 167), а середній дохід на одну сім'ю — 62 247 доларів (медіана — 45 192). Медіана доходів становила 36 919 доларів для чоловіків та 28 438 доларів для жінок. За межею бідності перебувало 22,5 % осіб, у тому числі 24,7 % дітей у віці до 18 років та 16,7 % осіб у віці 65 років та старших.
Цивільне працевлаштоване населення становило 659 осіб. Основні галузі зайнятості: виробництво — 19,4 %, роздрібна торгівля — 17,5 %, освіта, охорона здоров'я та соціальна допомога — 15,9 %.